# Drepung

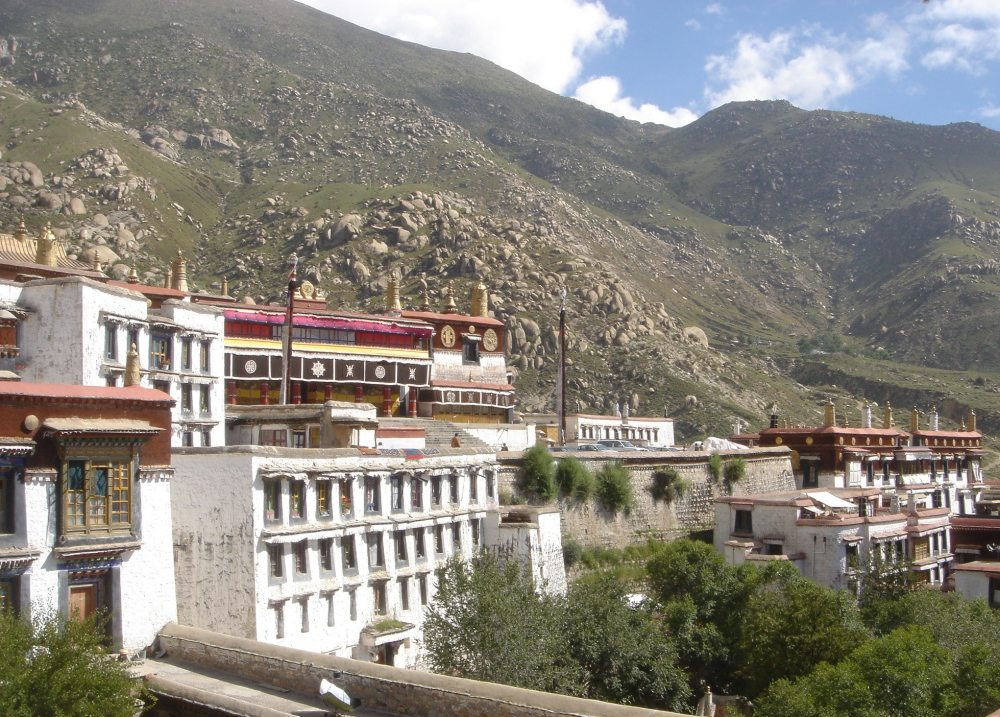
Drepung

O monastério de Drepung (literalmente "monte de arroz"), é um dos três "grandes" mosteiros universitários pertencentes à escola Gelugpa do Tibete. Os outros dois são Ganden e Sera. Está localizado no sopé do Monte Gephel, a 5 km do extremo ocidental de Lassa.
Freddie Spencer Chapman relatou, depois da sua viagem ao Tibete em 1936-1937, que Drepung era naquele tempo o maior mosteiro do mundo e abrigava 7.700 monges,
 "e ocasionalmente até 10.000."
Foi fundado por Jamyang Choge Tashi Palden um dos principais discípulos de Je Tsongkhapa, fundador da escola Gelugpa.